# Imelda Merle Perry
Imelda Merle Perry (1947) was een Saint Luciaans jurist. Ze begon haar loopbaan als griffier voor het gerechtshof en was daarna achtereenvervolgens griffier en rechter van het hooggerechtshof van de Oost-Caribische Staten. Daarna werkte ze een aantal jaren als advocaat in New York en als juridisch medewerker voor de Verenigde Naties in Haïti. Aansluitend was ze plaatsvervangend hoofdgriffier voor het Rwanda-tribunaal in Tanzania.

## Levensloop
Perry studeerde af in rechten aan de Universiteit van Londen. Ze werd in 1981 toegelaten tot de Engelse advocatenkamer Gray's Inn, in 1982 tot de Eastern Caribbean Bar en in 1989 tot de balie van de staat New York. Verder assisteerde ze Scotland Yard bij de civiele vervolging vanuit de balie van Inner Temple in Londen.
Van 1982 tot 1987 was ze griffier voor het gerechtshof (High Court) en plaatsvervangend griffier voor het hof van beroep bij het hooggerechtshof (Supreme Court) van de Oost-Caribische Staten. Hierna diende ze als rechter voor het hof van beroep en behandelde ze zowel zaken op het gebied van civiel als strafrecht. Daarnaast behandelde ze zaken voor het Kindergerecht (Juvenile Court).
Van 1989 tot 1995 werkte ze als advocaat voor civile zaken binnen een advocatenkantoor tegenover New Yorkse en federale Amerikaanse rechtbanken. Aansluitend trad ze toe tot de missie van de Verenigde Naties in Haïti en werkte ze daar aan coördinatie en rapportering.
Vanaf 18 maart 1998 was ze plaatsvervangend hoofdgriffier voor het Rwanda-tribunaal in Arusha in Tanzania. Deze functie vervulde ze maar een korte periode tot september van hetzelfde jaar.